# 有限会社
有限会社（ゆうげんがいしゃ）とは、日本において過去に設立が認められていた会社形態の1つである。2006年（平成18年）5月1日の会社法施行に伴い根拠法の有限会社法が廃止され、それ以降、有限会社の新設はできなくなった。
会社法施行の際に存在していた有限会社は、以後は株式会社として存続するが、従来の有限会社に類似した経過措置、特則が適用される。かかる株式会社の詳細は「特例有限会社」を参照。また、商号の変更も強制されないため、有限会社法廃止後も有限会社を名乗る会社が多数存在する。
以下の記述は、有限会社法に基づく有限会社に関する歴史的記載である。条文は有限会社法。

## 概要
有限責任社員のみが、出資している。出資者は、出資に応じて社員権を有する。株式会社における株券のように、社員権を表象する有価証券の発行は認められない。この有限会社の制度は、イギリスの私会社 (private company) を参考にドイツにおいて閉鎖会社のための「簡易な株式会社」として発明されたGesellschaft mit beschränkter Haftung (GmbH) を、1938年（昭和13年）に制定され1940年（昭和15年）に施行された有限会社法において導入したものである。家内工業的な小規模で持分（株式会社でいう株式）の譲渡を予定しない閉鎖的な企業を法人化する場合に適した形態である。これは同族会社や個人企業が多いという日本の企業風土に相性が良い。しかも有限会社法1条2項により法人と明記されているので社会保険にも加入資格があり、またそれは義務となっている。
このような閉鎖型の「簡易な株式会社」は、国によってさまざまな立法例がある。アメリカ合衆国各州においてはコーポレーションのうち、閉鎖型コーポレーション (closely-held corporation) は公開コーポレーション (publicly-held corporation) とは異なる規制に服しており、イギリスにおいては有限責任会社 (limited company) のうち公開会社 (public company) 以外のものは私会社 (private company) として、やはり異なる規制に服する。これに対して、ドイツ、オーストリア、スイス、フランス、ルクセンブルク、かつての日本などにおいては株式会社とは別の企業形態として有限会社が置かれたわけである。なお、現在の日本では株式会社の一種として公開会社でない会社が閉鎖型の株式会社として規定されている。
2005年（平成17年）4月現在で登記されている有限会社は189万社あり、休眠会社を除くと143万社が国税庁の把握する課税対象としての法人数であった。
日本においては小規模会社として有限会社制度が利用されていたが、株式会社の制度の柔軟性を高めたことから、非公開会社であり、取締役会非設置会社である株式会社と区別する意義が薄くなり、2005年（平成17年）の商法改正（2006年（平成18年）5月1日施行）において廃止された。
略する場合は「（有）」（銀行振込の場合は「ユ」）と表記される。英文では「"YK"」 (Yūgen Kaisha) と表記される。

## 株式会社との差異
有限会社と同様に、有限責任社員のみからなる会社の形態（物的会社といわれる）として、株式会社がある。両者は親子のような関係にあって類似する点が多いものの、株式の公開や社債発行により市場から広く資本を調達する大規模な企業を想定した株式会社と、市場を通じた資金調達を予定しない小規模の企業を想定して作られた有限会社では、そもそもの基本理念として異なる点もある。概して有限会社は株式会社に比べて社員（従業員ではなく、出資者という意味での社員）の個性が重要視され（社員の入れ替わりを嫌う）、閉鎖性が高く（持分が社員以外の者に譲渡されることを嫌う）、設立手続や機関構成が簡略化されている。

## 設立の方法

### 規模に応じた規制
有限会社の設立手続は、発起人が出資して設立する形式（株式会社にいう発起設立）のみであり、株式会社の募集設立に相当する設立方法（出資者を公募する方法）が存在しない。そもそも、出資の引受人を公募することは認められていないのであって、完全な非公開会社を前提とする。このことは会社の利害関係人が少ないことを意味するから、設立時の利害関係人を保護するための設立の際の各種の規定が緩和されている。

### 最低資本金
株式会社の最低資本金は1990年（平成2年）までが35万円、その後は1000万円であったのに対して、有限会社の最低資本金は1990年（平成2年）までは10万円、その後は300万円となった。どちらも(株式会社と比較して)有限会社の設立に対しては小額の資本金を求めており、これは有限会社が小規模企業を意識した企業形態であることを端的に示している。
2003年2月に新事業創出促進法が改正され、特例措置として資本金1円での株式会社や有限会社の設立が法的には可能となり、旧商法や旧有限会社法を統合して2006年5月に施行された会社法では、最低資本金制度は廃止された。

## 社員の数
前述のように有限会社は比較的小規模な企業を想定している。そのため、社員（出資者）の数が50人以下に制限されており（8条1項）、持分の譲渡によってこの制限を超えた場合、その持分譲渡は無効とされる（19条8項）。また、有限会社の社員以外への持分の譲渡は社員総会の決議が必要である。他方、株式会社の社員は、株主であり、その数に制限はなく、株式の譲渡も原則として自由である。

## 機関構成
有限会社では機関構成も簡略化されており、取締役は1名以上いればよく（25条）、そのため株式会社のように通常の取締役と代表取締役による機能の分化も見られない（27条参照）。任期は無制限である。監査役も置くことはできるが、必須ではない（33条1項）。これに対し公開会社の株式会社の場合は、取締役会が必須の機関となるため、取締役は3名以上、監査役1名以上、と最低4人の役員が必要である。また、株式会社の役員は任期が定められている。

## 社員総会

### 権能
有限会社の社員総会は、完全に万能の機関であり、いかなる事項についてであっても決議することができる。他方、株式会社において社員総会に相当する機関である株主総会は、取締役会を設置している場合は商法及び定款の定める重大な事項についてしか決議することができない。また、有限会社では社員の個性を重視するため、株式会社の株主総会に比べて特別決議における議決要件が加重されている（48条）。このことは株式会社と同様に資本多数決を原則としながらも、定款で定めれば合名会社や合資会社と同様に社員の属人的な取り扱いを認めていることにも現れている。

### 招集の方法
有限会社の社員総会の場合は、通知は1週間前まででよく、また、必ずしも書面による必要はない。さらに、総社員の同意があれば、招集手続を省略することができる。これに対し株式会社において株主総会を開催するに当たっては、2週間前までに書面によって招集を通知する必要がある。なお後者については株式会社でも判例上同様に招集手続の省略が認められる場合もある。

## 資金調達
有限会社では市場を通じて資金調達することが予定されていない。つまり、株式会社のように株式を発行することで広く出資を募り社員を公募することができない（52条3項）。同時に、社債も発行することができない。これに直接の規定はないが、合併や分割に際して存続する有限会社に償還すべき社債が残存することを許さない規定が置かれていることからそのように理解されている。なお、会社法においては全ての会社において社債の発行が自由化される。
また、持分（株式会社でいうところの「株式」に当たる）を社員以外の者に譲渡する場合には社員総会での承認を必要とするため、持分の流通性を制限している。よって、流通性を高めるために必須である社員権の有価証券化も禁止されている（21条）。
なお、会社が金融機関から資金を借り入れる際、取締役（社長）が連帯保証人となるのが通常である。このため、有限会社の有限責任は有名無実化している場合も多い。

## 記号
有限会社を表す㈲が「全角括弧付き有」としてUnicodeに含まれている。
| 記号 | Unicode | JIS X 0213 | 文字参照          | 名称                                        |
| ---- | ------- | ---------- | ----------------- | ------------------------------------------- |
| ㈲   | U+3232  | 1-13-75    | &#x3232; &#12850; | 全角括弧付き有 PARENTHESIZED IDEOGRAPH HAVE |
| ㊒   | U+3292  | -          | &#x3292; &#12946; | 丸有 CIRCLED IDEOGRAPH HAVE                 |

## 有限会社制度廃止への経緯
有限会社は日本の企業風土に適合するといわれながらも、あまり活用されなかった。「有限」という名称のイメージが悪かったとも、「株式会社」という名前のブランド力に勝てなかったからともいわれる。事実、公共の建物における何らかの工事を一社で請け負う場合、信用力の面から有限会社を敬遠する動きもあった。そのため無理に株式会社の形態を採用した企業があふれた。そうした小規模な株式会社では、本来ならば自由に譲渡できるはずの株式についてその譲渡を制限する定款規定を設けることが恒常化した。法律上も、法に定められた株主総会その他の規定を無視する小規模会社をある程度法的に容認するため、株式会社の監査等に関する商法の特例に関する法律（商法特例法）において小会社を認めた。こうして小規模な株式会社と有限会社の差異は設立時の最低資本金の額程度となってしまったため、結果として有限会社は独自の意義を失うに至った。
このような背景を踏まえ、会社法制定において有限会社制度は廃止されることとなった（2005年（平成17年）7月26日公布、2006年（平成18年）5月1日施行）。
改正法施行後は、現存の有限会社は会社体制に変更を加えなくても株式会社に移行するが、そのような場合は特例有限会社として商号中に有限会社の文字を残さなければならず、株式会社の文字は使用できないなど各種の特例措置が施されている（会社法の施行に伴う関係法律の整備等に関する法律2条、3条等）。